# Cureh
Cureh is een bestuurslaag in het regentschap Aceh Besar van de provincie Atjeh, Indonesië. Cureh telt 291 inwoners (volkstelling 2010).